# The Diamond Crown
The Diamond Crown er en amerikansk stumfilm fra 1913 af J. Searle Dawley.

## Medvirkende
- Laura Sawyer som Kate Kirby.
- Charles Ogle.
- Robert Brower som Dalton.
- Mrs. William Bechtel som Mrs. Wetherby.
- Edward Boulden som Robert.